# Enfrentamientos y narcobloqueos en Tláhuac 2017
Los enfrentamientos y narcobloqueos en Tláhuac se refieren a los enfrentamientos ocurridos en la delegación Tláhuac perteneciente a la Ciudad de México durante el día 20 de julio de 2017 en donde se abatió a presunto líder de cártel de drogas, el Ojos, por parte de las fuerzas de seguridad mexicana y las respuestas del crimen organizado.

## Antecedentes
Desde 2012 se reportó un aumento de violencia en la Ciudad de México relacionada con la venta de droga. Sin embargo, el jefe de gobierno, Miguel Ángel Mancera, ha afirmado en repetida ocasiones que no existen cárteles de la droga en la ciudad.
En junio de 2017 se anunció la identificación de varios puntos en Ciudad Universitaria (CU) de la Universidad Nacional Autónoma de México (UNAM) donde se vende droga y relacionaban a los vendedores con el Cártel de Tláhuac.
El Cártel de Tlahuac es una organización delictiva cuyo centro de operación se encuentra en la delegación Tláhuac y tiene rango de acción en las delegaciones Iztapalapa, Xochimilco, Milpa Alta, Coyoacán y municipios colindantes del Estado de México como Chalco.  Se le señala como responsable en más de 30 asesinatos, enfrentamientos con las fuerzas de seguridad.
El presunto líder de la organización delictiva era identificado como Felipe de Jesús Pérez Luna , el Ojos.

## Resultado
Al final del día se han reportado ocho personas fallecidas incluido a "El Ojos" y 23 detenidos. Así como la remisión de 47 mototaxis.

## Reacciones
La Secretaría de Educación Pública (SEP) informó la suspensión de clases para la delegación Tláhuac a nivel básico (preescolar, primaria y secundaria). Sin embargo el gobierno de la Ciudad de México aclaró que ya terminó el ciclo escolar y solo restan entrega de documentos.
Estas acciones han sido consideradas como el primer narcobloqueo documentado en la Ciudad de México.